# Mason Toye
Mason Toye, né le 16 octobre 1998 à South Orange dans le New Jersey, est un joueur américain de soccer. Il joue au poste d'attaquant au Sporting Kansas City en MLS.

## Biographie

### Débuts professionnels avec Minnesota United
Grâce à ses performances en NCAA avec les Hoosiers de l'Indiana, Toye se voit proposer un contrat Génération Adidas par la MLS pour anticiper son passage en professionnel. Il est alors repêché en septième position de la MLS SuperDraft 2018 par Minnesota United.
Lors de la saison 2019, il inscrit six buts en MLS. Il est l'auteur de deux doublés cette saison là. Il inscrit son premier doublé en MLS le 7 juillet 2019, sur la pelouse de l'Impact de Montréal (victoire 2-3). Son second doublé est inscrit le 2 septembre 2019, lors d'un déplacement au Los Angeles FC (victoire 0-2).

### Suite de sa carrière à Montréal
En 2020, il inscrit deux buts en neuf rencontres de MLS mais l'arrivée du vétéran Kei Kamara est amené à limiter son temps de jeu et il est donc échangé à l'Impact de Montréal le 1er octobre contre 600 000 dollars.
Au cours de l'exercice 2021, il inscrit trois buts lors de ses trois premières rencontres et porte son total à sept réalisations en quatorze matchs. Néanmoins, il se blesse à l'épaule droite le 18 août 2021 en fin de partie face aux Red Bulls de New York et doit subir une opération, ce qui met un terme à sa saison. Encouragés par ses performances, les dirigeants du club lui accordent cependant un nouveau contrat avec une prolongation de trois saisons quelques jours après sa blessure.
Alors qu'il retrouve le chemin de l'entraînement lors de la préparation pour la saison 2022, il souffre d'une nouvelle blessure, aux adducteurs cette fois-ci, contractée sur la pelouse synthétique du Stade olympique de Montréal en janvier 2022. Encore une fois éloigné des terrains, il retrouve la compétition le 25 juin 2022 à l'occasion de la réception du Charlotte FC au Stade Saputo (victoire 2-1). Quatre jours plus tard, il est titularisé pour la première fois en plus de dix mois et inscrit un doublé pour offrir la victoire 1-2 aux siens face aux Sounders à Seattle.

## Palmarès
Minnesota United
- Finaliste de la Coupe des États-Unis en 2019

## Statistiques
| Saison                | Club                                   | Championnat           | Championnat | Championnat | Coupe(s) nationale(s) | Coupe(s) nationale(s) | Compétition(s) continentale(s) | Compétition(s) continentale(s) | Compétition(s) continentale(s) | Séries | Séries | Total | Total |
| Saison                | Club                                   | Division              | M.          | B.          | M.                    | B.                    | Comp.                          | M.                             | B.                             | M.     | B.     | M.    | B.    |
| 2018                  | Minnesota United                       | MLS                   | 17          | 0           | 1                     | 0                     | -                              | -                              | -                              | -      | -      | 18    | 0     |
| 2018                  | Switchbacks de Colorado Springs (prêt) | USL                   | 5           | 1           | -                     | -                     | -                              | -                              | -                              | -      | -      | 5     | 1     |
| 2019                  | Forward Madison (prêt)                 | USL1                  | 7           | 0           | 0                     | 0                     | -                              | -                              | -                              | -      | -      | 7     | 0     |
| 2019                  | Minnesota United                       | MLS                   | 17          | 6           | 5                     | 2                     | -                              | -                              | -                              | 1      | 0      | 23    | 8     |
| 2020                  | Minnesota United                       | MLS                   | 9           | 2           | 0                     | 0                     | -                              | -                              | -                              | -      | -      | 9     | 2     |
| Sous-total            | Sous-total                             | Sous-total            | 43          | 8           | 6                     | 2                     | -                              | 0                              | 0                              | 1      | 0      | 50    | 10    |
| 2020                  | Impact de Montréal                     | MLS                   | 6           | 0           | -                     | -                     | LCC                            | 1                              | 0                              | 1      | 0      | 8     | 0     |
| 2021                  | CF Montréal                            | MLS                   | 14          | 7           | 0                     | 0                     | -                              | -                              | -                              | -      | -      | 14    | 7     |
| 2022                  | CF Montréal                            | MLS                   | 18          | 2           | 0                     | 0                     | LCC                            | 0                              | 0                              | 2      | 0      | 20    | 2     |
| 2023                  | CF Montréal                            | MLS                   | 2           | 0           | 0                     | 0                     | LCup                           | 0                              | 0                              | -      | -      | 2     | 0     |
| Sous-total            | Sous-total                             | Sous-total            | 40          | 9           | 0                     | 0                     | -                              | 1                              | 0                              | 3      | 0      | 44    | 9     |
| Total sur la carrière | Total sur la carrière                  | Total sur la carrière | 95          | 18          | 6                     | 2                     | -                              | 1                              | 0                              | 4      | 0      | 106   | 20    |